# Grosser Bettelwurf
Le Grosser Bettelwurf est une montagne qui s’élève à 2 726 m d’altitude dans les Karwendel, en Autriche.
Sa crête sud est séparée de la Hüttenspitze par la Wechselscharte.